# Miss Bala (película de 2019)
Miss Bala: Sin piedad es una película de acción y suspenso de 2019, dirigida por Catherine Hardwicke, a partir de un guion de Gareth Dunnet-Alcocer. Es un remake de la película de 2011 con el mismo nombre de Gerardo Naranjo. Está protagonizada por Gina Rodríguez, Ismael Cruz Córdova y Anthony Mackie.
Fue estrenada el 1 de febrero de 2019, por Columbia Pictures.

## Sinopsis
Gloria Fuentes es una maquilladora latinoamericana de Los Ángeles que se va de viaje para visitar a su mejor amiga Suzu en Tijuana, México.
Ambas asisten a un club nocturno local, Suzu quiere impresionar para ayudar a sus posibilidades en una competencia de belleza en la que ha participado. Cuando Gloria va al baño, pistoleros armados entran por las rejillas de ventilación e intentan secuestrar a Gloria de su puesto, pero finalmente le dan tiempo para escapar mientras atacan el edificio. A la mañana siguiente, Gloria no puede comunicarse con Suzu y decide viajar con un oficial de policía para tratar de encontrarla. Cuando el oficial toma un descanso, Gloria es tomada por miembros de la pandilla «Los Estrellas», los mismos hombres que dispararon contra el club.
La pandilla la lleva a su cuartel general, donde Lino, el jefe, acepta ayudarla a encontrar a su amiga si ella acepta trabajar para ellos. Gloria es reacia pero finalmente acepta y le dicen que se suba a un automóvil y lo estacione en una esquina. Gloria hace el trabajo, y cuando deja el auto y se une a la pandilla en la cima de la colina, explotan el edificio, revelado como un refugio de la DEA que contiene tres agentes.
Lino luego envía a Gloria a inscribirse para el concurso de Miss Baja California, donde intenta escapar por el baño. Gloria escapa y se encuentra con un oficial de la DEA que la detiene y finalmente la deja ir, pero no antes de que él le ponga un dispositivo de rastreo, ya que la DEA tiene el objetivo de monitorear a Los Estrellas.
Gloria regresa a la pandilla y es enviada a San Diego con dinero de sangre y drogas adheridas a su automóvil. Al cruzar la frontera, Gloria recibe un arsenal de armas para que un gánster llamado Jimmy lo traiga de regreso a México, y luego se le pide que se reúna en un amplio estacionamiento. Gloria llega al lote, y los hombres en Los Estrellas obtienen sus armas. Sin embargo, la policía aparece, y Lino corre para agarrar a Gloria, pero recibe un disparo en la pierna, y Gloria lo ayuda a ponerse a salvo.
El trío se dirige a otra casa segura, donde Gloria conoce a una mujer llamada Isabella. La propia Isabella fue amenazada para unirse a Los Estrellas, y lleva un tatuaje infigurativo, lo que significa que les pertenece. Cuando Gloria se entera de que revisarán los teléfonos, transfiere el chip que la DEA le dio a otro teléfono. Sin saberlo, lo pone en el teléfono de Isabella, a quien Lino mata por ser un topo sospechoso. Gloria está extremadamente molesta por lo sucedido, y a la mañana siguiente arremete contra Lino.
Lino quiere matar al Jefe de Policía mexicano Rafael Saucedo, por lo que envía a Gloria al concurso y soborna a los jueces para que gane, ya que se rumorea que Saucedo se acuesta con cada ganadora. Gloria va a la fiesta posterior, donde acepta encontrarse con Saucedo en otra habitación y pronto encuentra a Suzu, diciéndole que todo estará bien. Sin embargo, cuando Suzu le muestra el tatuaje, Gloria se da cuenta rápidamente de que Lino la engañó y que él había sabido dónde estaba todo el tiempo.
En la habitación con Saucedo, ella escribe en una postal que Lino lo va a matar. Saucedo escapa rápidamente, y Gloria va a buscar a Suzu. Gloria se ve obligada a dispararle a Saucedo en la pierna después de que trata de mantener a Suzu como rehén, pero luego Lino lo mata. Gloria apunta su arma a Lino, confesando que sabe que él estaba al tanto del paradero de Suzu. Lino intenta negociar con Gloria, pero ella dispara primero, matándolo.
Las dos mujeres son arrestadas pronto, y cuando Gloria es llevada a una sala de interrogatorios, encuentra a Jimmy, el hombre del que recibió las armas en San Diego, y se da cuenta de que es un agente de la CIA que se estaba infiltrando en la pandilla. Gloria pide a Jimmy que libere y exonere a ambas de todos los cargos a cambio de unirse a la CIA. Ella regresa a Suzu a su familia y vuelve al auto con Jimmy, conduciendo para ayudar a la CIA.

## Reparto
- Gina Rodríguez como Gloria Fuentes.
- Ismael Cruz Córdova como Lino Esparza.
- Anthony Mackie como Jimmy.
- Ricardo Abarca como Pollo.
- Cristina Rodlo como Suzu Ramós.
- Aislinn Derbez como Isabel.
- Damián Alcázar como Rafael Saucedo.
- Matt Lauria como Brian Reich.
- Sebastián Cano como Chava Ramós.

## Producción
En abril de 2017, se anunció que Catherine Hardwicke iba a dirigir la cinta, a partir de un guion de Gareth Dunnet-Alcocer, con Kevin Misher y Pablo Cruz produciendo la película, Andy Berman sería el productor ejecutivo. Sony Pictures distribuirá la película, basada en la película de 2011 del mismo nombre, dirigida por Gerardo Naranjo, a partir de un guion de Naranjo y Mauricio Katz. En mayo de 2017, Gina Rodríguez e Ismael Cruz Córdova se unieron a la película. En julio de 2017, Matt Lauria, Cristina Rodlo, y Aislinn Derbez se integraron al elenco. Anthony Mackie se unió tiempo después.

## Estreno
La película fue estrenada el 1 de febrero de 2019, después de haber sido previamente fijada para el 25 de enero de 2019. Miss Bala fue estrenada en el Reino Unido el 8 de febrero de 2019.

### Marketing
El 16 de octubre de 2018, el primer avance oficial fue liberado.

## Recepción

### Respuesta de la crítica
En Metacritic, la película tiene una puntuación promedio ponderada de 41 sobre 100, basada en 30 críticas, lo que indica «críticas mixtas o promedio». El público encuestado por CinemaScore le dio a la película una calificación promedio de "B" en una escala de A+ a F, mientras que los de PostTrak le dieron un promedio de 3,5 de 5 estrellas; El monitor de redes sociales RelishMix señaló que las respuestas en línea a la película fueron «mixtas a negativas».